# Pevnost poznání
Pevnost poznání (als Engelse naam wordt Fort Science gebruikt) is een Tsjechisch museum in Olomouc voor publiek voor het eerst geopend op 17 april 2015. Het is een interactief museum gericht op de popularisatie van wetenschappen en is in haar categorie het eerste in Midden-Moravië. De drijvende kracht achter het museum is de Palacký-Universiteit Olomouc.
Het museum is gevestigd in een in de 19 eeuw gebouwde artillerie-arsenaal. op het areaal Korunní pevnůstka Olomouc, waar vroeger het dorpje Závodí gelegen heeft. In het areaal bevindt zich ook het museum Muzeum Olomoucké pevnosti.
Naast de vier vaste exposities, uitgerust met meer dan 200 modellen en apparaten, biedt het museum regelmatig acties en programma’s aan. Deze acties en programma’s vinden zowel plaats in de multifunctionele Laudonzaal, in de expositiezalen en foyer, als buiten op het terrein van het areaal. Het digitale planetarium kan als het trekpleister van het museum worden beschouwd.